# Паническая атака
Пани́ческая атака — внезапный приступ тяжёлой тревоги, сопровождаемый мучительными ощущениями (например, сердцебиение, чувство удушья, боль в груди, головокружение, диарея, тошнота).
Панические атаки не смертельны и не могут привести к опасным для жизни заболеваниям.
Паническая атака характеризуется быстрым нарастанием страха и, в большинстве случаев, кратковременностью. Обычно это состояние сопровождается различными страхами, например, страхом смерти, страхом сойти с ума или потерять контроль над собой. Также пациенты, страдающие паническими атаками, часто воспринимают симптомы панической атаки как проявление опасных заболеваний (например, инфаркт миокарда или инсульт). Эти тревожные мысли усиливают состояние паники.
Панические атаки могут возникать и во время сна; в этом случае пациент пробуждается в состоянии мучительного страха.
Панические атаки могут быть вызваны психологическими причинами, проблемами медицинского характера или воздействием различных веществ. Предрасположенность к возникновению панических атак может быть связана с генетическими факторами.
Панические атаки являются основным проявлением панического расстройства, однако паническое расстройство имеет место не у всех пациентов, страдающих паническими атаками. Для панического расстройства характерны частые панические атаки, не вызванные какими-либо внешними причинами. Кроме того, при паническом расстройстве пациент переживает страх не только во время приступов, но и при мысли, что приступ может произойти. Подобный страх может присутствовать постоянно. Наконец, для панического расстройства характерно стремление пациента избегать всего, что может вызвать паническую атаку (например, физических усилий или посещения мест, вызывающих тревожность).
Симптомы при атаке не поддаются контролю, это сильно деморализует человека, вызывает чувство бессилия и отчаяния. Стремление человека сознательно контролировать своё состояние во время панической атаки делает симптомы ещё более интенсивными. Часто ожидание возможной атаки более мучительно, чем сама атака. Человек заранее боится, что он не справится с паникой или не сможет получить помощь. По этой причине многие больные начинают избегать ситуаций, в которых может возникнуть атака (например, остаться одному или выйти из дома).
Панические атаки могут возникать при расстройствах, отличных от панического расстройства, например, при посттравматическом стрессовом расстройстве, депрессии или биполярном расстройстве.
Для устранения панических атак может применяться психотерапия и лекарственные препараты (в первую очередь бензодиазепины и антидепрессанты группы селективные ингибиторы обратного захвата серотонина). Существуют также методы альтернативной медицины для снижения общей тревожности (биологически активные добавки, музыкотерапия, ароматерапия, акупунктура, массаж), но на данный момент их эффективность не доказана. Для профилактики панических атак рекомендуется здоровый образ жизни, физическая активность, методы, направленные на снижение тревожности (такие, как релаксация, медитация и т. д.) и исключение факторов, способных вызвать чрезмерное возбуждение (например, употребление кофеина).
Существуют методы, которые могут самостоятельно применяться пациентом в случае возникновения атаки.

## Статистические данные
35,9—46 % в популяции испытали как минимум одну паническую атаку в течение жизни. 10 % в популяции испытывают эпизодические атаки без каких-либо последствий. Паническое расстройство встречается приблизительно у 1-5 % взрослого населения. Факторами риска являются женский пол и тревожность, имевшая место в детском возрасте.
ПА у женщин встречаются в 3-4 раза чаще, чем у мужчин. Это может быть связано с влиянием гормональных факторов. В частности, более высокий уровень тестостерона у мужчин предрасполагает к более активной и агрессивной реакции в ситуации стресса, в то время как у женщин чаще возникает страх. С другой стороны, у мужчин наличие ПА может остаться незамеченным при консультировании, поскольку у мужчин оно чаще вызывает возникновение алкогольной зависимости как способа снижения тревожности, по этой причине пациент обращается за помощью по поводу проблем с потреблением алкоголя, а не по поводу ПА.
ПА наиболее часто начинается в возрасте от 15-25 лет, с преобладанием в группе 25-44 года. Если ПА возникает в более старшем возрасте, симптоматика криза обычно менее выражена (2-4 симптома), однако эмоциональная реакция пациента может быть интенсивной. Иногда выясняется, что ПА, возникшая в пожилом возрасте, является рецидивом или обострением ПА, имевших место в более молодом возрасте.
Симптомы ПА могут быть сходны с симптомами опасных заболеваний, по этой причине они вызывают у пациента страх инфаркта, инсульта и т. д. Например, около 25 % пациентов, обращающихся в отделение неотложной медицинской помощи по поводу болей в груди, на самом деле страдают паническими атаками.

## История
Слово «паника» происходит от др.-греч. πανικός, по имени древнегреческого бога Пана. Согласно мифологии, Пан имел пугающий облик (у него были рога и козлиные ноги), он обитал в лесу и имел обыкновение неожиданно появляться перед путниками, вызывая у них сильный страх. 

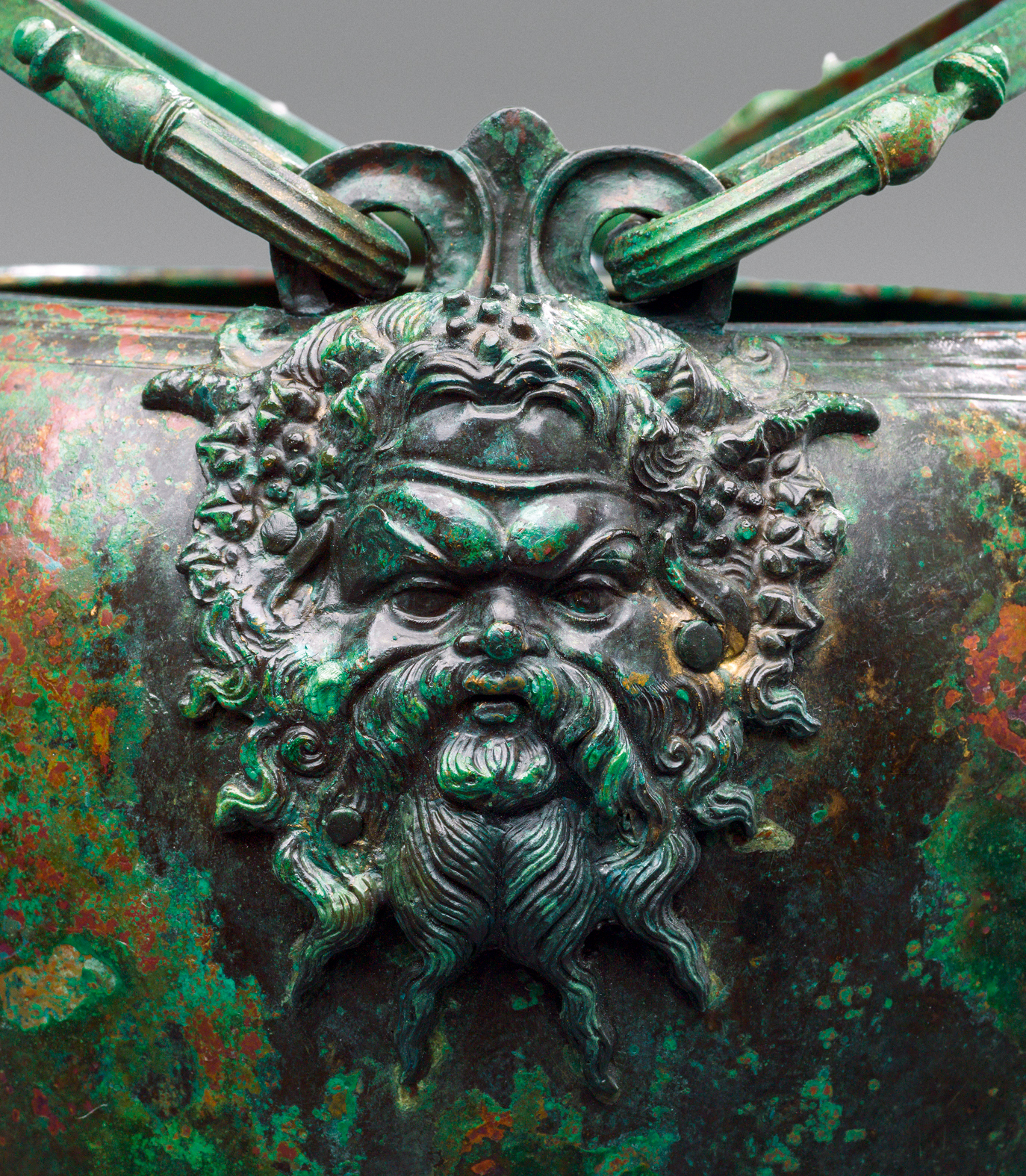
Изображение Пана, 340—320 до н. э.

Древнегреческий философ Платон в диалоге «Тимей» высказал предположение, что характерное для панической атаки затруднение дыхания связано с воображаемым феноменом, называемым «блуждание матки» (см. Матка женщины) в теле женщины: «у женщин та их часть, что именуется маткой, или утробой, есть не что иное, как поселившийся внутри них зверь, исполненный детородного вожделения; когда зверь этот в поре, а ему долго нет случая зачать, он приходит в бешенство, рыщет по всему телу, стесняет дыхательные пути и не дает женщине вздохнуть».
Древнегреческий врач Гиппократ связывал тревожные симптомы с теорией о темпераменте, который зависит от соотношения 4 элементов в организме (крови, лимфы, чёрной и жёлтой жёлчи). Гиппократ объяснял симптомы тревоги состоянием меланхолии (разлитие «чёрной жёлчи»).
Это представление о связи тревожности с меланхолией (то есть депрессивным состоянием) сохранилось в медицине до XVII века. Например, английский учёный Роберт Бёртон в своей книге «Анатомия меланхолии» описал симптомы панической атаки в состоянии меланхолии и выделил основные источники страхов:
- страх смерти
- страх потери любимого человека;
- параноидальная тревожность;
- ипохондрия;
- агорафобия;
- клаустрофобия;
- акрофобия;
- боязнь событий, которые произойдут в будущем;
- страх публичных выступлений.

До начала XIX века панические симптомы считались заболеванием соответствующих органов: например, нарушения сердечного ритма считались заболеванием сердца. По этой причине лечением тревожных симптомов занимались врачи общего профиля, а не психиатры. В середине XIX века была установлена связь панических симптомов с психологическими факторами. Их изучение и лечение стало одним из направлений психиатрии. В этот период паническое расстройство считалось одним из проявлений неврастении. Зигмунд Фрейд первым высказал предположение, что паническое расстройство не всегда связано с неврастенией, он предложил отдельный термин «Angstneurose» для обозначения тревожных расстройств. В начале XX века стало распространённым мнение о том, что панические атаки связаны, в числе прочего, с наследственными факторами.
В 50-х годах XX века появились препараты для лечения панических атак (ингибиторы моноаминоксидазы, трициклические антидепрессанты и бензодиазепины). Позднее была доказана эффективность антидепрессантов группы СИОЗС для лечения этого расстройства.
В 1980 г. появился диагноз «паническое расстройство», этот диагноз был в первый раз упомянут в «Диагностическом и статистическом руководстве по психическим расстройствам» DSM-III как отдельный психиатрический диагноз. В DSM-III-R (1987) агорафобия уже не была отдельным диагнозом, она стала считаться следствием панического расстройства. Последнее было разделено на 2 типа:
- паническое расстройство с агорафобией;
- паническое расстройство без агорафобии.

К тому же, был сделан акцент на важности не только панических симптомов во время атаки, но и фобического страха по поводу возможного возникновения новых атак. DSM-IV (1992) сохранил прежнее определение панической атаки, но было указано, что панические симптомы могут иметь место при расстройствах, не отвечающих клиническим критериями панического расстройства. Также было добавлено разделение трёх типов панических атак:
- спонтанная атака;
- ситуационная атака (в связи с агорафобией);
- атака, вызванная специфической фобией.

В DSM-5 (2013) паническое расстройство и агорафобия были отнесены в разные категории.

## Клиническая картина
ПА характеризуется эпизодическими, неожиданными приступами страха, которые не ограничиваются какой-либо определённой ситуацией. Для них характерно быстрое нарастание сильного страха (страх обычно достигает пика менее чем за 10 минут). ПА могут возникать как на фоне уже существующей тревожности, так и в спокойном состоянии. Часто пациент испытывает страх по поводу возможного возникновения ПА.
«Диагностическое и статистическое руководство по психическим расстройствам» (DSM-5) указывает, что для установления диагноза ПА должно наблюдаться как минимум 4 из следующих симптомов:

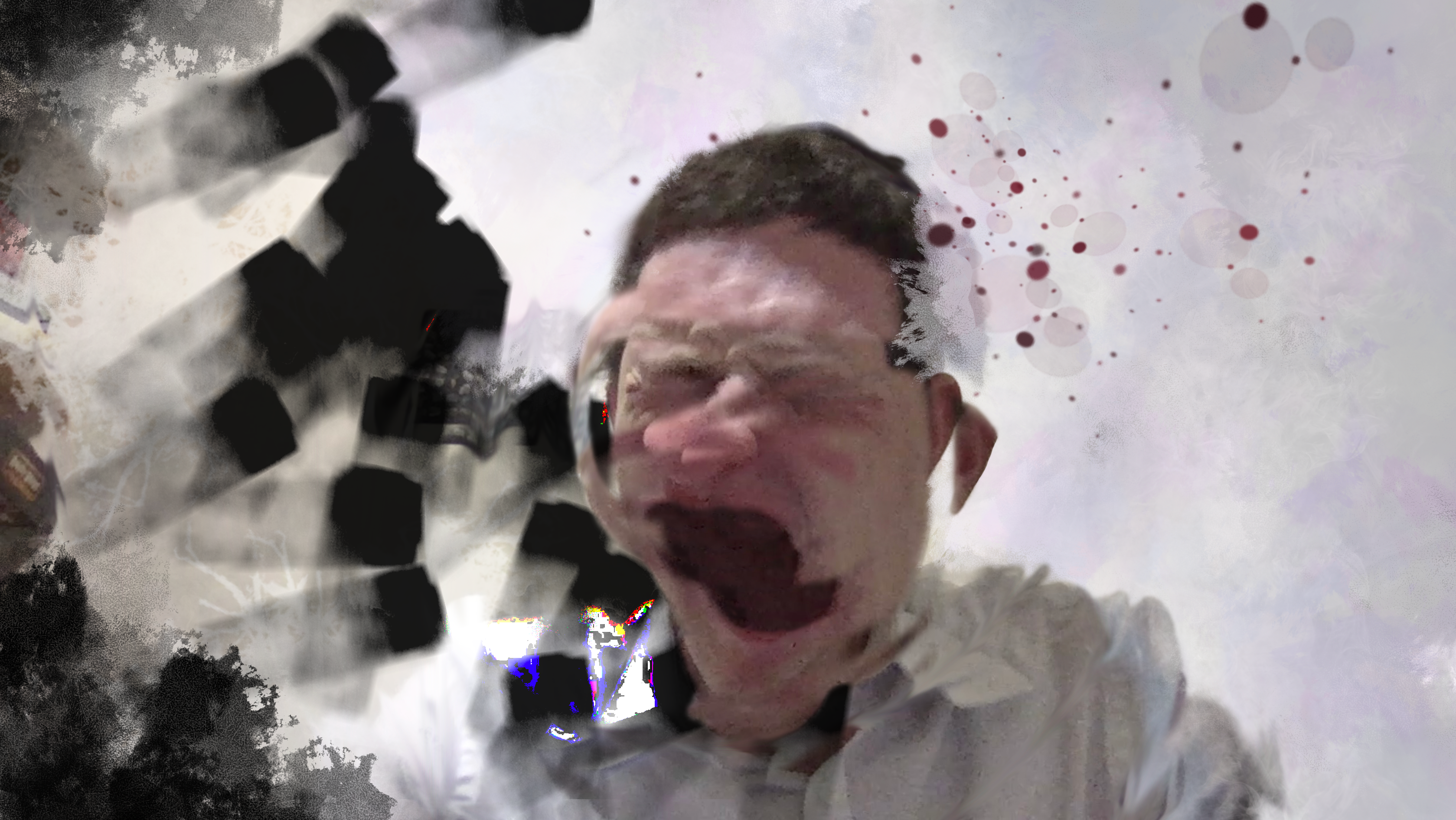
Картина, изображающая субъективные ощущения при панической атаке

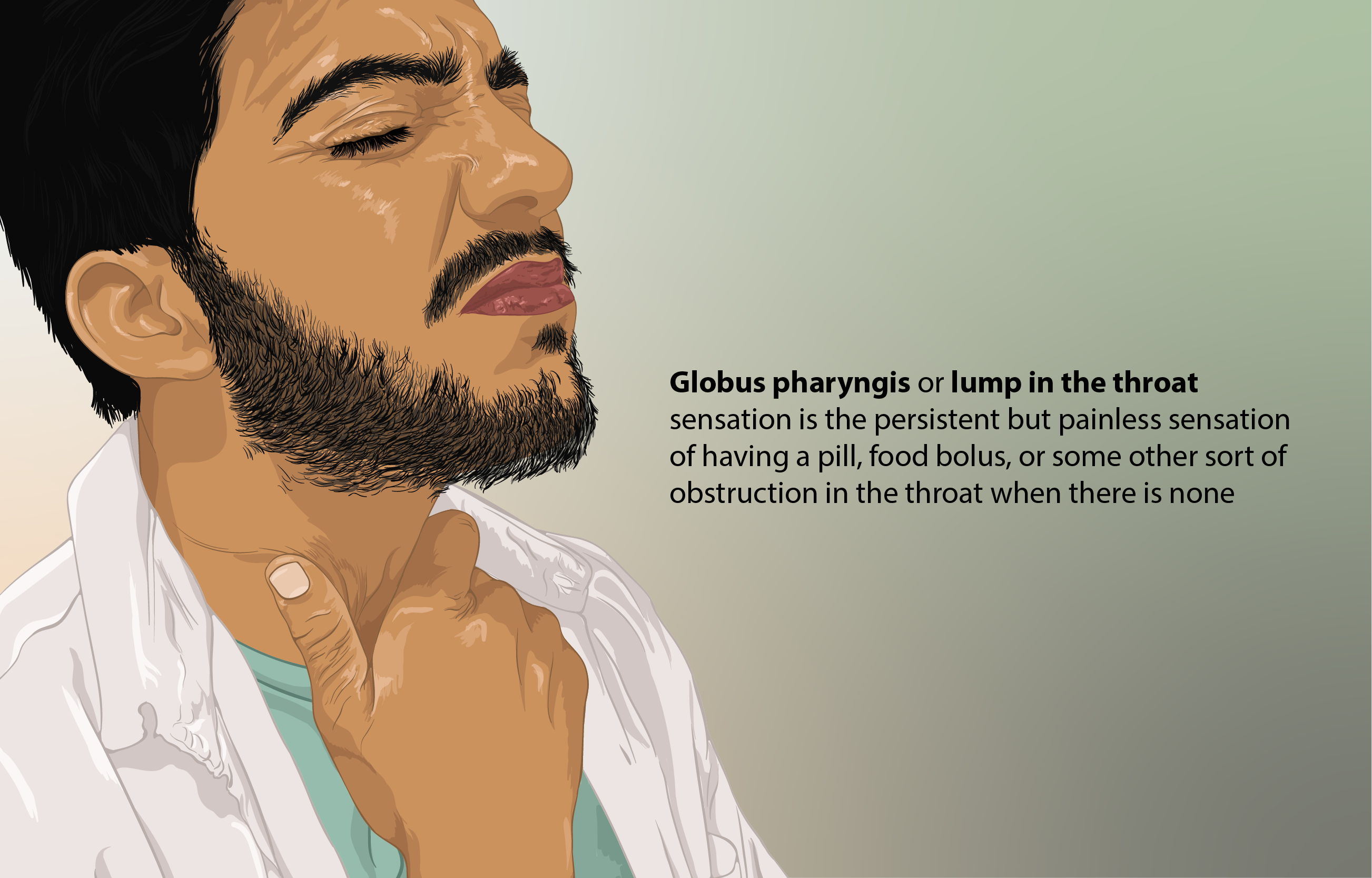
Ощущение «кома» в горле

1. Нарушения сердечного ритма и увеличение частоты сердечных сокращений
2. Усиленное потоотделение
3. Дрожь в теле
4. Ощущение нехватки воздуха или затрудненное дыхание
5. Чувство сдавленности в горле[англ.]
6. Боль или дискомфорт в грудной клетке
7. Тошнота или неприятные ощущения в животе
8. Ощущение головокружения, неустойчивости, лёгкости в голове или предобморочное состояние
9. Ощущение жара или холода в теле
10. Парестезии (онемение или покалывание) в конечностях
11. Ощущение дереализации (чувство нереальности происходящего) или деперсонализации (чувство отстранённости от самого себя)
12. Страх потерять контроль над собой или сойти с ума
13. Страх смерти.

Если в момент приступа наблюдается менее 4 из этих симптомов, употребляется термин «ограниченный симптоматический припадок» или «малый приступ». Малые приступы могут иметь место с частотой до нескольких раз в сутки. Большие приступы возникают реже, чем малые.
Наиболее выраженным проявлением ПА являются нарушения дыхания: отмечается затрудненное дыхание, чувство нехватки воздуха с одышкой и гипервентиляцией (возможно рефлекторное апноэ, что является ещё одним фактором усиления
стресса). Пациенты часто говорят, что у них «перехватило горло», «стало душно», «перестал поступать воздух». Часто в состоянии ПА пациент открывает окно, поскольку ощущает нехватку свежего воздуха. ПА может начаться с
ощущения удушья, что в свою очередь может вызвать страх смерти.
Нарушения в сердечно-сосудистой системе проявляются усиленным сердцебиением, пульсацией, ощущением перебоев сердечного ритма, «замиранием» сердца, дискомфортом и болями в грудной клетке. Увеличивается частота сердечных сокращений. Боли в области сердца при ПА могут продолжаться часами и иррадиировать в левую руку, могут объективно наблюдаться нарушения ЭКГ
Реже наблюдаются желудочно-кишечные расстройства, такие как тошнота, рвота, отрыжка, неприятные и болевые ощущения в эпигастрии. В конце приступа может появиться полиурия.
При ПА также могут иметь место звон или шум в ушах, неприятные ощущения в области шеи, головная боль, неконтролируемый крик или плач. Эти симптомы не входят в число вышеуказанных 4 симптомов, необходимых для установления диагноза ПА. ПА может сопровождаться подъёмом артериального давления, иногда довольно значительным, а также колебаниями артериального давления. Объективно у пациента наблюдается изменение цвета лица. Приступы длятся обычно 20—30 минут, реже — около часа. Частота приступов варьируется от нескольких в день до одного раза в месяц, однако чаще всего имеет место 2-4 приступа за неделю.
Существуют следующие разновидности ПА (в зависимости от преобладания тех или иных симптомов):
- типичные — с большинством вышеуказанных симптомов;
- «гипервентиляционные» — с ведущими гипервентиляционными нарушениями, усиленным дыханием, рефлекторным апноэ, парестезиями, болями в мышцах, связанных с респираторным алкалозом;
- «фобические» — фобический страх интенсивнее физических симптомов. Такие ПА возникают в ситуациях, потенциально опасных, по мнению больного, для возникновения ПА;
- «сенестопатические» с высокой представленностью сенестопатий;
- «конверсионные» — доминирует истеро-конверсионная симптоматика, нередко с сенестопатическими расстройствами, при этом паника выражена слабо;
- «аффективные» с выраженными депрессивными или дисфорическими расстройствами;
- «деперсонализационно-дереализационные» — с ощущениями нереальности восприятия себя или окружающего[17].

Для лиц, страдающих ПА, характерно избегание ситуаций, которые, с точки зрения пациента, могут вызвать приступ, например:
- употребление продуктов, содержащие кофеин или алкоголь;
- физические усилия;
- сексуальный акт;
- пребывание в помещении с высокой температурой или влажностью, в тесном помещении, в темноте или с закрытыми окнами и дверями;
- проявление гнева, участие в конфликтах или дискуссиях;
- просмотр фильмов, вызывающих сильные эмоции;
- одежда с высоким воротником или шарф на шее;
- объект на лице, теоретически способный затруднить дыхание;
- ситуации, вызывающие головокружение.

Также может возникнуть агорафобия (избегание открытых пространств или скопления людей) или клаустрофобия (страх оказаться в закрытом пространстве, откуда трудно быстро выйти в случае ПА, например, страх находиться в лифте, автобусе, вагоне метро, в тоннеле).

### Ночные панические атаки
При этом типе ПА пациент просыпается в состоянии паники, у него наблюдается состояние тревожности и нервного возбуждения, а также типичные симптомы ПА (сердцебиение, нарушение дыхания, и т. д.). Это не связано с нарушениями на уровне фазы быстрого сна, что отличает ночные ПА от приступа ночного ужаса или страха, вызванного кошмаром. ПА возникает в фазе медленного сна (обычно в позднем периоде 2-й стадии или раннем периоде 3-й стадии), тогда как кошмары возникают в фазе быстрого сна.
У 44-71 % пациентов, страдающих паническим расстройством, как минимум один раз имела место ночная ПА. У 30-45 % пациентов с паническим расстройством ночные ПА происходят регулярно. Если у пациента бывают ночные ПА, то, как правило, они имеют место и в дневное время. В более редких случаях преобладают ночные ПА. В большинстве случаев ночная ПА имеет место через 1-3 часа после засыпания. Обычно ночные ПА продолжаются несколько минут. Изредка может произойти несколько ПА за ночь. После этого пациенту трудно уснуть. Ночные ПА могут привести к тому, что пациент боится уснуть и откладывает время отхода ко сну; в результате может возникнуть хроническая бессонница.

## Биологические аспекты

Гипоталамо-гипофизарно-адреналовая ось (Hypothalamus — гипоталамус, Pituitary gland — гипофиз, Adrenal cortex — корковое вещество надпочечника)

Схема функционирования гипоталамо-гипофизарно-адреналовой оси(corticotropin-releasing hormone — кортиколиберин; adrenocorticotropic hormone — адренокортикотропный гормон, Negative Feedback — отрицательная обратная связь))

При ПА наблюдается нарушение реакции на стресс со стороны гипоталамо-гипофизарно-адреналовой оси (См. Гипоталамо-гипофизарная система). В норме эта система позволяет организму справляться с хроническим стрессом. При продолжительном воздействии стрессора, благодаря механизму отрицательной обратной связи, снижается выработка гормона стресса кортизола и уменьшается активность гипоталамо-гипофизарно-адреналовой оси, и как следствие, уменьшается интенсивность реакции на стрессор. При ПА уровень кортизола и активность гипоталамо-гипофизарно-адреналовой оси остаются повышенными, и в результате реакция на стрессор остаётся интенсивной. Однако эта проблема наблюдается далеко не у всех пациентов с ПА. Иногда уровень кортизола может быть нормальным или лишь слегка повышенным. Кроме того, на данный момент не выяснено, является ли данная проблема причиной возникновения ПА. Она может быть также и следствием, поскольку страх возникновения ПА является сильным и постоянным стрессором для пациента, что может привести к нарушениям в работе гипоталамо-гипофизарно-адреналовой оси.
Была обнаружена связь тревожных состояний с повышением уровня катехоламинов (в особенности адреналина) в моче. Предполагается, что имеет место нарушение функции т. н. «голубого пятна» (небольшое ядро в мозгу ствола мозга, которое содержит приблизительно 50 % всех норадренергических нейронов центральной нервной системы, оно также называется «синим пятном»). Стимуляция «голубого пятна» приводит к возбуждению симпатической нервной системы и выбросу катехоламинов, что приводит к возникновению симптомов ПА. Это наблюдение легло в основу так называемой «катехоламиновой теории» ПА. Ещё одна теория связывает ПА с бензодиазепиновыми рецепторами, регулирующими метаболизм ГАМК (нейромедиатор, уменьшающий тревогу). Предполагается, что у лиц, страдающих ПА, выделяются метаболиты, блокирующие данные рецепторы. Кроме того, в томографических исследованиях у больных с ПА отмечена асимметрия кровотока в правой и левой парагиппокампальных извилинах.

## Механизм возникновения ПА
Паническая атака является реакцией организма, которая в норме может возникнуть в состоянии опасности, когда необходимо действовать быстро, и все системы организма активизируются для самозащиты:
- напрягаются мышцы, особенно мышцы шеи и плеч и, иногда, рук. Кулаки могут непроизвольно сжаться. Напряжение мышц может вызвать дрожь в руках;
- сердечные сокращения становятся более частыми и более сильными, сердечный ритм может стать менее регулярным, при этом может возникнуть боль или неприятное ощущение в груди. Артериальное давление может повыситься;
- сужаются периферические сосуды, кисти рук и ступни ног могут стать холодными. Одновременно расширяются сосуды и усиливается кровоток в жизненно важных органах и крупных мышцах тела;
- дыхание ускоряется;
- уменьшается кровоток в сосудах мозга, что вызывает головокружение, при этом может возникнуть субъективное ощущение раскачивания или вращения тела;
- усиливается метаболизм (превращение запасов питательных веществ в энергию), в результате повышается уровень сахара и жирных кислот в крови;
- зрачки глаз расширяются для того, чтобы лучше видеть объекты, находящиеся вдали (возможный источник опасности). При этом зрительное восприятие близких объектов может стать нечетким, расплывчатым, становится трудно сконцентрировать зрение на объекте, может казаться, что неподвижные объекты движутся[23].

Часто первая ПА имеет место в особых ситуациях, например:
- при управлении транспортным средством — в этом случае страх усиливается осознанием того, что паника за рулем может привести к ДТП;
- в метро или в самолёте — при этом индивид не имеет возможности выйти на свежий воздух, он чувствует себя «пойманным в ловушку»;
- в публичном месте — в результате возникает страх по поводу того, как симптомы ПА будут восприняты окружающими;
- в путешествии, вдали от дома, где трудно получить помощь и поддержку со стороны близких людей.

Всё это значительно усиливает симптомы паники. Кроме того, у индивида возникает страх, что в дальнейшем возможно возникновение ПА в схожих ситуациях. В результате тревожные предчувствия становятся настолько интенсивными, что ПА действительно начинают возникать в таких ситуациях. Опыт первой панической атаки обычно является настолько сильным стрессором, что даже через много лет пациенты сохраняют очень яркое, детальное и пугающее воспоминание об этом событии и о пережитых в этот момент мучительных ощущениях
Обычно в момент первой ПА нет никаких внешних причин для возникновения страха. Не понимая, что вызвало неприятные ощущения, индивид думает, что они связаны с каким-то заболеванием, например, с болезнью сердца, органов дыхания, или с психическим расстройством. Опасаясь за своё здоровье, он становится крайне внимательным к своим физическим ощущениям и своему эмоциональному состоянию, он замечает малейшие отклонения от того, что он считает нормой, и это усиливает его страх.

## Психологические факторы риска

### Тревожные и депрессивные расстройства
К возникновению ПА предрасполагают следующие тревожные расстройства:
- тревожное расстройство личности;
- фобия;
- социофобия;
- ипохондрия;
- танатофобия

Помимо наличия тревожности, фактором риска является повышенная чувствительность пациента к симптомам тревожности и физическому дискомфорту, вызванному этими симптомами. Лица, страдающие ПА, часто воспринимают тревожность, как вредную для здоровья или даже опасную эмоцию. Это усиливает панический страх при возникновении тревожности. Пациенты также проявляют чрезмерное внимание к физическим ощущениям, связанным с тревожностью. Часто это связано с тем, что в детстве ребёнок видел, что старшие члены семьи воспринимают нормальную тревожность, как нечто нежелательное и вредное. Иногда родители также были склонны к гиперопеке, что помешало ребёнку научиться справляться со страхом.
Если имеет место ипохондрия (страх болезни), то наблюдаются следующие отличия от типичного ипохондрического расстройства:
- этот страх не является постоянным, он возникает лишь в момент ПА;
- страх касается лишь конкретного заболевания, в то время как при ипохондрическом расстройстве пациент может бояться большого количества болезней;
- больной ипохондрией посещает врачей, чтобы увериться, что у него нет заболевания. Но если ипохондрия связана с ПА, пациент предпочитает избегать ситуации, которые могут вызвать пугающие симптомы.

Предрасполагающими факторами являются также депрессия и недостаточная уверенность в себе.
У некоторых пациентов ПА может произойти при отсутствии каких-либо предрасполагающих психологических факторов.

### Негативное самовнушение
Такие диссоциативные симптомы ПА, как дереализация, деперсонализация и отстранённость могут быть формой транса; это состояние является подсознательным защитным механизмом для подавления воспоминаний о пережитой травме или для снижения страха. Одновременно с этим пациент концентрирует внимание на своих ощущениях, переставая обращать внимание на окружающую реальность; эта чрезмерная концентрация внимания усиливает состояние транса. В этом состоянии пациент не может перестать думать о том, что он может утратить контроль над собой, потерять сознание, пережить сердечный приступ и т. д. Он также визуализирует возможные панические симптомы и связанные с ними опасности. Поскольку состояние является трансовым, эти мысли и образы воздействуют как негативные самовнушения, вызывая соответствующие симптомы и усиливая уже возникшие симптомы.

## Биологические факторы риска
До последнего времени считалось, что ПА имеют психологическое происхождение, являясь одной из форм тревожных расстройств; предполагалось, что ПА могут быть излечены с помощью психотерапии и психотропных медикаментов. Однако современные исследования показывают, что причиной ПА также могут быть проблемы медицинского характера, в первую очередь проблемы со стороны сердечно-сосудистой, дыхательной системы и вестибулярного аппарата. Симптомы, возникающие в момент ПА, могут быть не проявлением тревожности пациента, а реальными, существующими и вне ПА, нарушениями в работе организма. В некоторых случаях отмечаются незначительные нарушения кислотно-основного равновесия организма. Иногда эти нарушения слабо выражены в спокойном состоянии и могут не быть выявлены во время медицинского обследования. Они обостряются лишь в момент ПА под воздействием стресса. Замечено, что пациенты, страдающие ПА, часто жалуются, что даже вне ПА они ощущают, в слабой форме, симптомы, которые беспокоят их во время ПА (например, сердцебиение, одышка, головокружение или общее чувство физического дискомфорта). По этой причине для устранения ПА часто бывает необходимым улучшение общего состояния организма, в том числе с помощью физических упражнений.

### Сердечно-сосудистая и дыхательная системы
Хронические заболевания сердечно-сосудистой и дыхательной системы, особенно бронхиальная астма, хронический бронхит и хроническая обструктивная болезнь лёгких являются фактором риска для ПА, поскольку нарушения сердечного ритма, страх умереть от сердечного приступа, пугающее ощущение сжатия в груди, чувство нехватки воздуха и страх задохнуться являются одними из основных симптомов ПА.
Повышенное артериальное давление связано с повышенным риском возникновения ПА и в целом с более высоким уровнем тревожности.
У пациентов часто наблюдается хроническая дыхательная гипервентиляция, связанная с более быстрым и менее ритмичным дыханием, со вздохами или задержками дыхания, а также с вдыханием большего объёма воздуха. Отмечается снижение концентрации CO2 в венозной крови. Проблемы этого типа не наблюдаются у пациентов с другими тревожными расстройствами, такими, как социофобия или генерализованное тревожное расстройство, и поэтому они могут использоваться как биологические маркеры панического расстройства.
У пациентов с паническим расстройством также наблюдается уменьшение вариабельности сердечного ритма.
Курение увеличивает риск возникновения ПА. Также у курильщиков ПА отличаются большей тяжестью. Предполагается, что это связано с негативным влиянием курения на органы дыхания. Также фактором риска является недостаточная физическая активность, поскольку это ухудшает работу сердечно-сосудистой и дыхательной систем.

### Роль вестибулярного аппарата
У многих пациентов в момент ПА имеет место головокружение и ощущение нестабильности тела. Исследования показывают, что у них имеет место нарушение работы вестибулярного аппарата (см. Вестибулярный синдром) во время ПА, а иногда и в спокойном состоянии. По данным исследований, приблизительно одна треть лиц, страдающих паническими атаками, имеют проблемы этого типа. В частности, у них наблюдаются трудности в тестах с удерживанием равновесия в положении стоя с закрытыми глазами (42 % против 5 % в группе контроля).
В некоторых случаях нарушение работы вестибулярного аппарата может быть вызвано состоянием тревожности и связанным с ней чрезмерно глубоким дыханием, приводящим к гипервентиляции (см.гипервентиляционный синдром).
Иногда нарушения в работе вестибулярного аппарата являются первичными. В таких случаях головокружение и нарушение равновесия тела могут вызывать чувство страха, иногда доходящего до степени ПА. По этой причине пациентов, страдающих ПА с головокружением и ощущением потери равновесия направляют на обследование к отоларингологу (поскольку основным органом вестибулярного аппарата является внутреннее ухо). Для пациентов этого типа могут быть полезны упражнения для улучшения чувства равновесия.
Также, по данным исследований, у некоторых пациентов в ПА имеется повышенная чувствительность к зрительным стимулам. В таком случае в вестибулярной системе возникает конфликт между проприоцептивными сигналами из органа равновесия, находящегося во внутреннем ухе, и визуальными сигналами из оптического поля. Такой конфликт может возникнуть, если индивид, например, стоит на неустойчивой поверхности, находится на высоте, на открытом пространстве или в толпе. Сбой в работе вестибулярного аппарата может привести к чувству дезориентации, потере равновесия и головокружению, и как следствие, к ПА. Сверхчувствительность к зрительным стимулам может иметь место, если вестибулярный аппарат слаб, и индивид вынужден больше полагаться на визуальные сигналы. С другой стороны, тревожность и склонность к ПА может усиливать чувствительность нервной системы к зрительным стимулам, поскольку в состоянии страха индивид подсознательно ищет источники опасности во внешнем мире.

### Гормональное влияние

Изменения уровней гормонов в ходе менструального цикла

У женщин ПА бывают более частыми и интенсивными во время предменструальной и поздней лютеиновой фазы менструального цикла. Предполагается, что это связано с более низким уровнем нейростероида аллопрегнанолона, способствующего снижению тревожности. Аллопрегнанолон является метаболитом прогестерона, женского полового гормона, концентрация которого снижена в указанные периоды менструального цикла. У женщин также повышен риск возникновения первой ПА в послеродовой период, что может быть связано с гормональными изменениями в организме.

### Влияние воспалительных процессов
При ПА отмечается увеличение среднего объёма тромбоцитов (MPV — mean platelet volume) и ширины распределения эритроцитов (RDW — Red cell Distribution Width) (См. Клинический анализ крови). По этой причине предполагается, что причиной ПА может быть воспалительный процесс в организме.
Отмечается повышение уровня провоспалительных цитокинов (интерлейкины типа IL-6, IL-1β и IL-5). Эти цитокины образуются в результате стрессового воздействия на организм; они могут способствовать возникновению ПА следующими способами:
- они способны проникать в головной мозг через гематоэнцефалический барьер либо образовываться в тканях мозга. Они могут оказывать воздействие на функционирование мозга, в частности, на активность миндалевидного тела (зона мозга, связанная с возникновением тревожности);
- они оказывают воздействие на гипоталамо-гипофизарно-адреналовую ось, увеличивая выработку кортиколиберина, адренокортикотропного гормона и кортизола (гормонов, связанных с реакцией на стресс)
- под влиянием этих цитокинов снижается уровень триптофана, который является биологическим прекурсором серотонина (нейромедиатора, уменьшающего тревожность);
- снижается нейротрансмиссия гамма-аминомасляной кислоты, также участвующей в снижении тревожности

При наличии факторов воспаления отмечается сниженный эффект антидепрессантов при ПА.

### ПА и светобоязнь
Многие лица, страдающие ПА, плохо переносят яркий свет. Они носят солнцезащитные очки или избегают выходить из дома в солнечную погоду. По результатам опросника светочувствительности Photosensitivity
Assessment Questionnaire (PAQ), у них значительно повышен уровень фотофобии (избегание яркого света) и значительно понижен уровень фотофилии (любовь к яркому свету). Предполагается, что это связано с возбудимостью автономной нервной системы под действием яркого света. Если эта возбудимость слишком высока, то может возникнуть ПА. Но может иметь место и обратный процесс, когда психологические факторы увеличивают количество света, попадающего в глаз, поскольку в состоянии страха в мозгу нарушается механизм контроля сужения зрачков для аккомодации к свету, что может привести к чрезмерному воздействию света на глаза и чувству дискомфорта. Это связано с тем, что мышца, сужающая зрачок (сфинктер зрачка) управляется парасимпатическим отделом нервной системы, активность которого подавляется в состоянии тревоги. Одновременно с этим в состоянии страха активизируется симпатический отдел нервной системы, управляющий мышцей, расширяющей зрачок (дилататор зрачка), и расслабляющий сфинктер зрачка. Если причиной проблемы являются психологические факторы, то терапия ПА приводит к исчезновению фотофобии.

### ПА и расстройства сна
Наблюдается корреляция между апноэ во сне и риском возникновения ПА. Причинно-следственная связь может быть двусторонней:
- с одной стороны, апноэ во сне приводят к периодически возникающей гипоксемии (снижение содержания кислорода в крови) и, возможно, к гиперкапния (избыток CO2 в крови). Это может вызвать окислительный стресс, уменьшающий количество серого вещества в таких структурах мозга, как гиппокамп, лобная доля и передняя поясная кора. При ПА отмечаются сходные изменения в головном мозге.
- с другой стороны, ощущение удушья и гиперкапния, возникающие при обструктивном апноэ, могут вызвать чувство страха, что приводит к частым пробуждениям и фрагментации сна[39].

### Влияние различных веществ
Многие вещества могут вызвать ПА или усилить общую тревожность и, как следствие, увеличить предрасположенность к возникновению ПА:
- Кофеин может быть триггером для разных типов тревожности, в том числе ПА. Не все пациенты с ПА имеют повышенную чувствительность к кофеину; она связана с генетическим полиморфизмом в аденозиновых рецепторах[16]. При обычной чувствительности прием 250—500 мг кофеина вызывает тревожность, сердцебиение, нарушение сердечного ритма. У лиц, имеющих повышенную чувствительность к кофеину, значительно меньшая доза может вызвать подобные симптомы[40] (Содержание кофеина в кофе : эспрессо, американо, капучино — 50-68 мг/порцию, чёрный кофе — 38-65 мг/100 мл, растворимый кофе — 31-48 мг/100 мл, чёрный чай — 40-50 мг/100 мл[41]. Кофеин является действующим компонентом большинства «энергетических напитков», в большинстве таких напитков его содержится 250—350 мг/л, но некоторые энергетические напитки, в частности изготовляемые для спортсменов, могут содержать кофеина в десятки раз больше[42]. Кофеин входит в состав «энергетических жевательных резинок», в большинстве их его содержится 50—75 мг, но некоторые энергетические жевательные резинки STAY ALERT®[43], содержат кофеина до 100 мг).
- Адреналин (добавление адреналина как вазоконстриктора в препараты для местной анестезии в стоматологии и спинальной анестезии может вызвать ПА)[44].
- Антиконгестанты, применяемые для лечения насморка (псевдоэфедрин, эфедрин, фенилэфрин, нафазолин, оксиметазолин)[45].
- Препараты, вещества, имеющие психоактивный эффект (например, сальбутамол, левотироксин натрия[16], анорексигенные средства)[46] и передозировка тироксина, применяемого для лечения заболеваний щитовидной железы[47].
- Атропин и другие холинолитические средства (могут вызвать значительное ускорение сердечного ритма), препараты наперстянки (возможны сбои сердечного ритма), резерпин (возможны тревожность, головокружение и сердцебиение), изониазид, циклосерин и препараты, содержащие нитраты (возможны головокружение и сердцебиение), преднизон (см. Преднизолон) и другие кортикостероиды (к побочным эффектам относятся аритмия, тревожность и мышечная слабость) [48]
- Антидепрессанты группы неселективных блокаторов обратного нейронального захвата моноаминов, в том числе гетероциклические (тетрациклические) антидепрессанты могут вызвать головокружение, тахикардию и сердечную аритмию[49].
- Наркотические вещества (кокаин, амфетамин[46], тетрагидроканнабинол, содержащийся в марихуане, псилоцибин, содержащийся в некоторых грибах, MDMA, содержащийся в наркотике экстази, и многие другие синтетические наркотики). ПА может иметь место как во время приёма наркотика, так и в течение 48 часов после приёма. ПА может внезапно возникнуть у лиц, в течение долгого времени применявших данный наркотик и до этого момента не имевших проблем этого типа. Если ПА возникла в результате приёма наркотического вещества, это повышает риск ПА в случае повторного приема этого наркотика, поскольку в мозгу возникает ассоциативная связь между приёмом наркотика и паническими симптомами[50]. Амфетамин может вызвать ПА даже если он применяется с терапевтическими целями, например для лечения депрессии или для снижения аппетита[40].
- Абстинентный синдром при прекращении приема психоактивных веществ (например, алкоголь, бензодиазепины, барбитураты)[46].
- Вещества и продукты питания, вызывающие холецисто-кардиальный синдром (гастрокардиальный синдром, синдром Боткина, синдром Ремхельда), который проявляется нарушением работы сердца, головокружением, затруднённым дыханием и болью в грудине. У тревожных людей это может привести к панике и страху смерти[51].
- Дефицит витамина B12 (иногда возникающий, например, у веганов) может усилить предрасположенность к ПА[47].
- ПА может быть спровоцированна веществами, нарушающими кислотно-основное равновесие организма в направлении ацидоза (увеличение кислотности) : например, вдыхание углекислого газа или внутривенное введение лактата натрия. В частности, введение лактата натрия используется в исследованиях для экспериментального вызова панической атаки[52].

## Генетическая предрасположенность
В настоящее время генетические аспекты ПА изучены в меньшей степени, чем генетика таких расстройств, как шизофрения, биполярное расстройство, большое депрессивное расстройство и аутизм. Это связано, в частности, с тем, что ПА могут появляться при значительном количестве заболеваний самой разной природы. К тому же не существует консенсуса о том, где проходит граница между панической атакой и обычным страхом. На данный момент установлено, что у индивида риск появления панических атак в 5-10 раз выше, чем в среднем по популяции, если это расстройство имеет место у его сиблинга. У однояйцевых близнецов корреляция риска возникновения панических атак доходит до 100 %, а у разнояйцевых близнецов — до 50 %. У лиц женского пола наследование выражено сильнее (до 96 %), чем у лиц мужского пола (21 %).

## Дифференциальный диагноз
При дифференциальной диагностике ПА необходимо исключить наличие органических заболеваний, таких, как эндокринные заболевания (гипертиреоз, гиперпаратиреоз, феохромоцитома), сердечно-сосудистые заболевания (такие, как аритмия сердца), болезни, нарушающие дыхание, неврологические заболевания (например, височная эпилепсия, транзиторная ишемическая атака). Следует также исключить другие тревожные расстройства, большое депрессивное расстройство, биполярное расстройство и истерические расстройства.
Бронхиальная астма. При эпизодах нехватки воздуха в момент ПА не наблюдается характерных для бронхиальной астмы свистящих хрипов и экспираторного характера одышки (при бронхиальной астме затруднен не вдох, а выдох) и других специфических критериев диагностики бронхиальной астмы.
Стенокардия. Боль при ПА обычно локализуется в области верхушки сердца и не связана с физической нагрузкой, напротив, при отвлечении внимания или физической нагрузке она уменьшается. Эта боль не купируется нитроглицерином. Уровень маркеров некроза миокарда в плазме находится в пределах нормы.
Гипертоническая болезнь. У больных гипертонической болезнью помимо кризов могут быть истинные ПА. Однако сами пациенты различают по своим ощущениям гипертонические кризы и ПА. Также при гипертоническом кризе артериальная гипертензия появляется до начала ПА, причём это имеет место при каждом приступе. Также приступ обычно более длителен, чем ПА, и сопровождается общемозговой и очаговой неврологической симптоматикой. Имеет место гипертоническая ангиопатия сетчатки и гипертрофия левого желудочка сердца.
Пролапс митрального клапана (ПМК). встречается у 10-15 % взрослых людей, чаще у женщин. Он может вызывать неожиданные приступы, проявляющиеся нарушением сердечного ритма (экстрасистолы), тахикардией, а также, в некоторых случаях, затруднённым дыханием, головокружением, болью в грудной клетке и чувством слабости. Проблема обычно не является опасной для здоровья, в 50 % случаев она даже не проявляется никакими симптомами. Если симптомы имеют место, они чаще начинают появляться в начале взрослого возраста. С другой стороны, при наличии пролапса митрального клапана симптомы во время приступа могут испугать пациента и вызвать настоящую ПА, особенно у лиц, проявляющих повышенное внимание к своим ощущениям и испытывающим тревожность по поводу своего здоровья. При подозрении на ПМК (добавочный среднесистолический тон или позднесистолический шум при аускультации сердца) проводят ФКГ, ЭКГ, ЭхоКГ и анализы на тиреоидные гормоны (тиреотоксикоз часто сочетается с ПМК).
Эндокринные нарушения. У больных с патологией щитовидной железы (гипо- и гипертиреоз) нередко возникают симптомы, напоминающие ПА, в связи с чем необходимо исследование тиреоидной функции (содержание в плазме крови ТЗ, Т4 и ТТГ). Для исключения подозрения на феохромоцитому необходимо исследование катехоламинов в моче и компьютерная томография надпочечников.
Гипоталамические расстройства. Нарушения гипоталамо-гипофизарной регуляции обнаруживаются задолго до первого приступа. В анамнезе могут быть расстройства менструального цикла, первичное бесплодие, галакторея, поликистоз яичников центрального генеза. Иногда имеют место значительные колебания массы тела: падение массы в течение 0,5—1 года после начала ПА и увеличение на фоне лечения психотропными средствами. У этих больных могут также отмечаться приступы булимии. В анализе крови уровень пролактина может быть повышен. В структуре приступов при гипоталамических расстройствах больше представлена неврологическая симптоматика. Тревога и страхи в таких случаях выражены меньше.
Эпилепсия. В структуру приступа диэнцефальной и височной эпилепсии (парциальный припадок) входят элементы панических симптомов. Приступ эпилепсии отличается стереотипностью проявлений, внезапностью, кратковременностью (1-2 минуты), наличием ауры и типичных эпилептических феноменов (психомоторных и психосенсорных расстройств). Необходима оценка ЭЭГ во время припадка и в межприступный период. У больных височной эпилепсией помимо припадков могут отмечаться и настоящие ПА.
Состояние гипогликемии (патологическое снижение концентрации глюкозы в крови, могущее возникнуть при сахарном диабете, заболеваниях печени, некоторых онкологических заболеваниях, беременности, после хирургических вмешательств на желудке, при заболеваниях с значительным повышением температуры тела, при анорексии, при больших перерывах в приёме пищи или как реакция на употребление некоторых продуктов питания) может проявляться симптомами, сходными с ПА: тревожностью, головокружением и чувством потери равновесия, тахикардией, интенсивным потоотделением и ощущением слабости тела. Дело в том, что для устранения состояния гипогликемии организм выделяет адреналин, который способствует быстрому превращению в глюкозу резервов гликогена, находящихся в печени. Поскольку адреналин является гормоном стресса, повышение его концентрации в крови вызывает симптомы тревожности, сходные с ПА. При подозрении на гипогликемию установление верного диагноза является крайне важным, поскольку гипогликемия иногда является опасным для организма состоянием и может свидетельствовать о наличии заболевания (хотя эпизодические приступы гипогликемии могут возникнуть и у здоровых людей, в этом случае они не являются опасными). Для дифференциальной диагностики необходимо медицинское обследование с проведением анализа крови. Однако это исследование не всегда является надёжным, поскольку иногда состояние гипогликемии возникает не настолько часто, чтобы быть замеченным в момент исследования. В этом случае установлению правильного диагноза может помочь тот факт, что при эпизоде гипогликемии приступ купируется употреблением продуктов, содержащих сахар (симптомы исчезают немедленно или в пределах 20 минут, как только восстанавливается нормальный уровень глюкозы в крови). При ПА употребление сахара иногда может дать незначительное облегчение тревожности, но ПА не исчезает полностью. Для гипогликемии также характерно возникновение приступов преимущественно утром вскоре после пробуждения (поскольку, находясь в состоянии сна, человек не употреблял пищи в течение долгого времени) или через 2-3 часа после приёма пищи, когда уровень глюкозы в крови достигает минимума. У некоторых пациентов, страдающих приступами гипогликемии, в момент приступа страх за своё состояние может вызвать и истинную паническую атаку, особенно если пациент не имеет в своём распоряжении продуктов, содержащих сахар, или боится не получить медицинской помощи. Паническая атака может также возникнуть при появлении симптомов, указывающих на начало приступа гипогликемии или в ситуациях, где приступ гипогликемии может иметь место. В настоящее время у пациентов, страдающих ПА, отмечается тенденция называть свои приступы паники приступами гипогликемии, возможно потому, что до сих пор в социуме психологические расстройства воспринимаются негативно по сравнению с проблемами медицинского характера. Эти пациенты считают, что для устранения приступов достаточно правильно питаться. Идея о том, что ПА вызваны гипогликемией, иногда поддерживается авторами популярной психологической литературы. На самом деле приблизительно 80 % пациентов, считающих, что их проблемы вызваны приступами гипогликемии, на самом деле страдают ПА.
Соматоформные расстройства могут проявляться кризами сердечно-сосудистой системы, напоминающими ПА. Однако при соматоформных расстройствах также наблюдаются нарушение речи и голоса, нарушение походки, нарушение зрения и слуха, судороги и такие ощущения, как, например, «ком в горле», «слабость в руке, ноге».
Обсессивно-компульсивное расстройство. При ПА могут иметь место обсессивно-компульсивные симптомы (навязчивые мысли и действия), однако они значительно менее выражены, чем при обсессивно-компульсивном расстройстве и не достигают степени клинически выраженного синдрома. При обсессивно-компульсивном расстройстве могут иметь место приступы паники, но они обычно возникают исключительно при попытке пациента активно преодолеть навязчивые
мысли или подавить исполнение навязчивых действий.
Посттравматическое стрессовое расстройство. При этом расстройстве пациент иногда испытывает панический страх под воздействием стимулов, напоминающих об обстоятельствах пережитой травмы. Однако в этом случае не наблюдается приступов паники при отсутствии подобных стимулов. Различие также проявляется в том, что при панических атаках индивид избегает ситуаций, в которых могут проявиться панические симптомы. При посттравматическом стрессовом расстройстве чаще избегаются ситуации, в которых может произойти событие, напоминающее травму. Например, при панических атаках индивид может бояться ездить в метро, потому что в случае панической атаки он не сможет быстро выйти из вагона. При ПТСР индивид может бояться, например, встретить агрессора в вагоне метро..
При истерическом припадке наблюдается демонстративное поведение пациента . Также отмечаются такие черты характера, как эгоцентричность, повышенные требования к окружающим, претенциозность и склонность к драматизации обыденных ситуаций. Пациентам с истерическими припадками часто удается получить различные компенсации как материального, так и эмоционального характера («роль больного»), в то время как пациенты с ПА часто не требуют никакой компенсации в случае неспособности работать из-за заболевания, что приводит к ухудшению их социоэкономического статуса.

## Психометрические методы диагностики
Для оценки типа и интенсивности симптомов ПА, а также их динамики могут применяться следующие опросники:
- The Hamilton Anxiety Rating Scale — Шкала тревоги Гамильтона (HARS)
- State-Trait Anxiety Inventory — Шкала тревоги Спилбергера-Ханина (STAI)
- The Beck Anxiety Inventory — Шкала тревоги Бека (BAI)
- Sheehan Anxiety Scale — Шкала тревоги Шихана (ShARS)

Для оценки картины в целом возможно применение:
- Clinical global impression scale — шкала глобального клинического впечатления (CGI)
- Symptom Check List-90- Revised — Опросник выраженности психопатологической симптоматики (SCL-90-R)

Полезным также может оказаться применение опросников для исследования психологической структуры и особенностей личности:
- Minnesota Multiaxic Personality Inventory) — Стандартизованный клинический личностный опросник (MMPI)
- Ich Struktur Testnach G.Ammon — методика «Я-структурный тест»
- Методика для определения уровня субъективного контроля личности (УСК)
- Опросник для исследования личностных убеждений «Personal Beliefs Test»
- Multidimensional perfectionism scale — многомерная шкала перфекционизма (MPS)

Для оценки факторов риска психической дезадаптации могут применяться:
- Life style index — методика «Индекс жизненного стиля» (LSI)
- Методика E.Heim (1988) для определения характера копинг-поведения
- Методика совладающего поведения (COPE)
- Melbourne decision making questionnaire (MDMQ) — Мельбурнский опросник принятия решений
- Inventory of Interpersonal Problems (IIP) — Опросник для исследования межличностных проблем
- Методика для исследования выраженности внутриличностных конфликтов, разработанная С. Ледером и сотр. (1973))[63].

## Лечение
На данный момент психотерапия является доказанным эффективным методом лечения ПА. В ряде исследований показана равная эффективность психотерапии и психофармакотерапии. Психофармакотерапия даёт более быстрое улучшение, с меньшими временными и экономическими затратами, требуя значительно меньше усилий со стороны пациента. Однако симптомы могут вновь появиться после отмены медикаментов. Рекомендуется начинать лечение с психотерапии, а при её недостаточной эффективности присоединять психофармакотерапию. При более интенсивных симптомах или затяжном течении оптимальным является сочетание психофармакотерпии и психотерапии, что повышает эффективность терапевтического вмешательства. Большое количество источников, показывающих эффективность когнитивно-поведенческой психотерапии, связано скорее с возможностью в рамках научных исследований воспроизводить определённые техники, а не с безусловным приоритетом этого метода для пациентов с паническим расстройством. Следует учесть, что в психотерапии анализ эффективности достаточно сложен, и клиническая практика по многим параметрам отличается от научного эксперимента. Другие методы психотерапии, имеющие на сегодняшний день меньшую доказательную базу, могут быть не менее, и даже в определённых случаях более эффективными, чем когнитивно-поведенческая психотерапия.
Психотерапия может оказаться малоэффективной в следующих случаях:
- пациенты, которые не могут регулярно посещать сеансы психотерапии;
- пациенты с недостаточной мотивацией к изменениям и вторичной выгодой от болезни;
- пациенты, испытывающие страх самораскрытия, с трудностью вербализации или с преобладанием отрицания в качестве психологической защиты;
- пациенты, чьи характерологические особенности не позволят им конструктивно работать в индивидуальной и групповой психотерапии и извлекать из этой работы пользу (например, пациенты, которые постоянно отыгрывают свои эмоции вовне в качестве защитной реакции, а не наблюдают за своим психологическим состоянием; или пациенты с серьёзным негативизмом или ригидностью)[65].

В тяжёлых случаях существуют показания для госпитализации:
- высокая частота панических атак или выраженная тревога, наличие коморбидных психических или соматических расстройств, вызывающих необходимость подбора фармакотерапии в стационаре;
- выраженные фобические состояния с ограничительным поведением, стойкая агорафобия, существенно затрудняющая передвижение пациента;
- плохая переносимость медикаментозной терапии.

Показания к выписке пациента из медицинской организации:
- подбор адекватной и эффективной фармакотерапии, отсутствие выраженных побочных эффектов;
- стабилизация психического и соматического состояния;
- снижение частоты панических атак и уровня тревожности;
- купирование фобических состояний с преодолением ограничительного поведения[66].

### Когнитивно-поведенческая психотерапия
Когнитивная терапия направлена на выявление и коррекцию негативных убеждений пациента по поводу опасности симптомов ПА, поскольку именно этот страх усиливает и поддерживает тревожность в момент ПА. В процессе психотерапии необходимо выяснить у пациента, какие симптомы ПА вызывают у него страх. Затем разъясняется биологический механизм возникновения этих симптомов, указывается, что они не представляют опасности для здоровья и не могут привести к каким-либо негативным последствиям:
- Часто пациент боится, что быстрое и интенсивное сердцебиение может привести к инфаркту. На самом деле сердечная мышца имеет большой запас прочности и её усиленная работа не может привести к повреждениям сердца.
- Пациент также может думать, что подобные симптомы означают, будто инфаркт уже произошёл. Следует разъяснить, что при инфаркте клиническая картина бывает совсем другой. Например, при инфаркте малейшее движение пациента усиливает боль. При ПА, напротив, неприятные ощущения в сердце проходят как только пациент смог уйти из пугающей ситуации.
- Часто при ПА возникает страх удушья. На самом деле пациент, наоборот, дышит слишком интенсивно, что приводит к феномену гипервентиляции и связанному с ней напряжению диафрагмы и мышц грудной клетки. Именно это напряжение мышц вызывает ощущение затруднённого дыхания.
- Страх сойти с ума в момент ПА связан с тем, что дыхательная гипервентиляция приводит к состоянию дезориентации и ощущению нереальности происходящего. Следует разъяснить пациенту, что панические атаки никогда не приводят к развитию психического заболевания и что симптомы исчезнут как только восстановится нормальный процесс дыхания.
- Иногда пациент боится упасть или ему кажется, что он не может ходить, поскольку он ощущает слабость в ногах. Эта слабость связана с тем, что при ПА сосуды в мышцах ног расширяются и наполняются кровью, поскольку организм готовится к бегству из пугающей ситуации. Наполненные кровью мышцы становятся тяжёлыми, и пациенту кажется, что ноги отказываются служить ему. Следует разъяснить, что при ПА нет риска падения или потери способности передвигаться.
- Также следует разъяснить, что при ПА нет опасности потерять контроль над своим поведением (например, начать кричать от страха или спастись бегством). Хотя большинство пациентов опасаются этого, на самом деле ничего подобного никогда не случается.
- Страх потерять сознание вызван головокружением, связанным с гипервентиляцией. Следует разъяснить, что при ПА риск обморока ниже, чем в обычном состоянии: обмороки возникают при резком понижении артериального давления и уменьшении интенсивности кровообращения, в то время как при ПА давление повышается, а кровообращение усиливается из-за более активной работы сердца. Следует иметь в виду, что если при приступе имеет место потеря сознания, то приступ не является панической атакой и может быть вызван проблемой медицинского характера. В таком случае необходимо посоветовать пациенту проинформировать об этом своего лечащего врача[67].

Затем пациенту объясняют, что в момент ПА тревожность вызывается подъёмом в крови уровня гормона стресса адреналина. Если пациент не поддерживает страх своими опасениями по поводу симптомов, то избыточный адреналин метаболизируется организмом в течение 3-5 минут и приступ заканчивается. Поэтому рекомендуется не предпринимать никаких усилий для устранения симптомов; спокойное пассивное ожидание позволяет пациенту убедиться, что симптомы быстро проходят и не причиняют никакого вреда. Благодаря использованию этого метода пациент убеждается, что панические атаки не представляют никакой опасности, его тревожность снижается, и атаки постепенно исчезают.
Для лечения ПА может применяться метод систематической десенсибилизации: пациенту предлагают намеренно использовать приёмы, вызывающие панику. Это позволяет пациенту убедиться, что он вполне способен переносить симптомы ПА. Упражнения усложняются по мере прогресса терапии. Сначала они выполняются в наиболее комфортных для пациента условиях, а в конце терапии — в ситуациях, где присутствуют внешние стрессовые факторы. На первых этапах пациент выполняет упражнения в присутствии терапевта (или близкого человека, если метод применяется самостоятельно). По мере приобретения уверенности в своих силах, пациент начинает выполнять упражнения, не пользуясь чьей-либо поддержкой. Данная техника предполагает, что пациент не использует какие-либо приемы для борьбы с ПА, поскольку целью техники является привыкание к симптомам и осознание того, что они не опасны и быстро проходят даже если пациент не пытается их устранить. Методы провоцирования ПА выбираются в зависимости от того, что обычно вызывает ПА у пациента и какие симптомы более всего беспокоят его, например:
- физическое усилие (например, бег на месте, подъём по лестнице);
- быстрое глубокое дыхание (гипервентилляция);
- задержка дыхания;
- дыхание через соломинку;
- вращение головой, встряхивание или быстрое поднятие головы;
- кружение на месте;
- быстрое сглатывание;
- долгая фиксация взгляда на точке на расстоянии 15-20 см от глаз;
- сильное напряжение мышц;
- воображение возможных опасностей.

Пациент сначала использует приёмы, вызывающие умеренные симптомы, затем он переходит к приёмам, вызывающим все более интенсивные симптомы. Рекомендуется выполнять упражнения каждый день, каждый раз используя 2 приёма, каждый по 3 раза. При выполнении упражнений пациент должен напоминать себе, что симптомы не представляют опасности. Каждый приём применяется до тех пор, пока он не перестанет вызывать панику. После этого его, для закрепления навыка, выполняют ещё в течение недели, при этом добавляя более трудные упражнения. Когда тревожность по поводу ПА снизится, пациент может начать учиться переносить страх в реальных ситуациях, где у него может возникнуть ПА. Данный метод нельзя применять без разрешения врача при беременности, а также если пациент страдает эпилепсией, бронхиальной астмой (кроме лёгких форм) и другими заболеваниями органов дыхания, нарушениями сердечного ритма и другими заболеваниями сердца, эпилепсией.

### Психодинамическая терапия
Для лечения ПА может применяться краткосрочная психодинамическая психотерапия (24 сеанса с частотой 2 раза в неделю), её целью является прояснения подсознательных механизмов, вызывающих приступы паники, что приводит к снижению уровня тревожности и частоты панических атак. Эффективность данного подхода показана в ряде исследований. Применяется специфическая структурированная форма психоаналитической психотерапии (psychodynamic formulation for panic disorder PFPP), в фокусе которой находятся панические симптомы и глубинные аспекты, ассоциированные с проявлениями паники. Лечение направлено на идентификацию значения панических симптомов и выявление механизмов психологической защиты, которые подавляют осознание связанных с паникой чувств, конфликтов и фантазий. В качестве основных техник используются прояснение, конфронтация и интерпретация.
В данном подходе предполагается, что для пациентов, страдающих ПА, изначально характерна тревожная привязанность к значимым фигурам. Этот тревожный характер привязанности может быть вызван уязимостью на биологическом уровне или психологическими травмами. Также в детском возрасте могли иметь место амбивалентные отношения с теми, кто заботился о ребёнке. У этих пациентов может иметь место чувство личной неадекватности, с ощущением, что для поддержания чувства безопасности им необходима забота близких. Расставание воспринимается как травма. По этой причине во взрослом возрасте пациент боится выражать гнев или другие эмоции, могущие привести к конфликту. Эти эмоции, равно как и то, что может их вызвать, подвергаются вытеснению. По мнению Фрейда, тревога возникает, когда вытесненные эмоции становятся интенсивными и могут проявиться во внешнем мире. В этом случае паническая атака является своего рода бессознательным компромиссом. Вместо открытого выражения гнева пациент вынуждает окружающих заботиться о нём, показывая свою беспомощность.
В терапии выделяются три фазы, которые не обязательно следуют друг за другом и могут иметь различную продолжительность, в зависимости от особенностей пациента:
1. Выявляются события и специфические уязвимости, которые могли способствовать возникновению специфической уязвимости и привести к возникновению ПА (например, психотравмирующие ситуации, трудности в выражении и регуляции чувства гнева). Терапевт в нейтральной манере помогает пациенту вербализовать неосознаваемые или трудно толерируемые фантазии и чувства (например, страх быть покинутым или желание мести). Информация используется для выявления интрапсихического конфликта, связанного с гневом, развитием личной автономии и сексуальностью.
2. Выявление психодинамических компонентов, способствующих поддержанию тревоги. Наиболее частыми являются конфликтные переживания, связанные с признанием и регуляцией чувства гнева, противоречивые переживания, касающиеся зависимости-автономии с проявлениями сепарационной тревоги, а также конфликты, связанные с проявлениями сексуального возбуждения. Особенности динамики этих отношений проявляются как в обсуждении актуальных отношений пациента, так и со значимыми другими в прошлом. В отношениях с терапевтом эти пациенты часто воспроизводят в реакциях переноса свои конфликты, связанные с гневом, сепарацией и независимостью.
3. Фаза завершения. Проработка конфликтов, связанных с гневом и автономией по мере их проявления в контексте окончания лечения и расставанием с терапевтом. Лучшее осознание и понимание способствует успешной регуляции этих чувств. Более высокая ассертивность и способность обсуждать интерперсональные конфликты, а также способность выражать гнев в социально приемлемой форме улучшает психосоциальное функционирование и снижает уязвимость для ПА[74].

Личностно-ориентированная (реконструктивная) психотерапия является отечественным вариантом психодинамического направления. Целью терапии является идентификация невротического конфликта и восстановление нарушенной системы отношений пациента. Терапия заключается в сбалансированном использовании механизмов лечебного воздействия (конфронтации, эмоционально-корригирующего опыта и научения). В результате, помимо уменьшения проявления паники, существенно улучшается межличностное и социальное функционирование пациента, а также качество его жизни в целом.

### Прочие методы
Метод обратной связи позволяет пациенту обучиться самостоятельной регуляции своего состояния. В ряде исследований описаны положительные эффекты импульсной (циклической) транскраниальной магнитной стимуляции

### Техники, применяемые в момент возникновения ПА
Во многих случаях приступ паники вызывается или усиливается тревожными мыслями, особенно страхами по поводу неприятных и пугающих панических симптомов, которые могут возникнуть. Умение справиться с этими мыслями часто помогает избежать ПА или уменьшить её длительность и тяжесть. Однако подобные приёмы эффективны для предотвращения приступов паники, но если приступ уже начался, их трудно использовать и их эффект может быть незначительным, поскольку в момент паники миндалевидное тело блокирует влияние коры мозга (области сознательного мышления) на психику. Это мешает рассуждать разумно и не позволяет управлять мыслительным процессом.
- Для совладания с тревожными мыслями можно использовать метод, называемый «когнитивное расцепление» или «отдаление» (см. Техники и методики когнитивной психотерапии): рекомендуется осознать, что пугающие мысли (например, «Я не перенесу ещё один приступ паники») могут быть ошибочными. Проблема заключается в том, что ответственное за ПА миндалевидное тело мозга реагирует на мысли так, как если бы они были истинными, и если мысль касается опасности, то возникает страх, даже если на самом деле опасности нет. При применении техники расцепления пациент наблюдает за своими мыслями («у меня снова появилась мысль об этом»), при этом дистанцируясь от них и напоминая себе, что это всего лишь мысли, не отражающие реальность, и что эти мысли не приносят пользы; напротив, они усиливают страх[78]. Часто ПА усиливается боязнью пережить сердечный приступ, сойти с ума и т. д. В таком случае рекомендуется напоминать себе: «Это просто паника. Это неприятное переживание, но оно не опасно для меня»[79].
- Важно не пытаться контролировать проявления тревоги, поскольку это лишь усиливает их, а борьба с ними увеличивает внутренний дискомфорт. По этой причине полезно использовать метод «осознанного самонаблюдения» за своими мыслями и ощущениями, констатируя их возникновение и воспринимая тревогу, как нормальный процесс. При этом надо не пытаться бороться с тревогой, а находиться в состоянии бесстрастного наблюдения, полного принятия и открытости к происходящему. Такой подход снижает тревожность, связанную с неприятными мыслями и ощущениями[80].
- Рекомендуется отвлечься от источника тревоги, поскольку мысли о возможной ПА увеличивают риск её возникновения. Также часто в момент ПА индивид опасается по поводу того, что думают окружающие, что создаёт дополнительный стресс и усиливает панику [77]. Однако при попытке перестать думать о чём-либо тревожная мысль даже может стать навязчивой. По этой причине лучше попытаться не уничтожить, а заменить её на успокаивающую мысль. Для этого можно применять метод, называемый «остановка мысли» (мысленно сказать себе «Стоп», а затем начать думать о чём-то увлекательном и приятном). Можно также отвлечься на игровую активность или использовать чувство юмора, поскольку это способствует расслаблению. Использование этой техники не только помогает уменьшить интенсивность тревоги, но и создаёт в мозгу новый паттерн: постепенно навык переключения мыслей становится автоматическим[81].
- Можно заранее подготовить позитивное утверждение, нейтрализующее тревожную мысль (например: позитивная мысль «я сумею справиться с этим» для нейтрализации мысли «я не смогу это вынести»). Рекомендуется повторять эту мысль при каждой возможности, чтобы создать в мозгу паттерн, активирующий позитивную мысль в момент возникновения тревоги[82].

Помимо приёмов, направленных на тревожные мысли, можно использовать методы успокоения нервной системы:
- В момент возникновения страха в мозгу увеличивается активность правого полушария (более вовлечённого в негативные эмоции и эмоциональное реагирование на пугающие стимулы) по сравнению с левым (более сосредоточенным на том, чем интересуется человек). Поэтому тревожность можно снизить, усиливая активность правого полушария (например, физическая активность, размышления на отвлечённые темы) или замещая тревожную активность правого полушария более позитивной активностью (например, визуализация приятных сцен, прослушивание музыки)[83].
- В момент возникновения паники полезны физические упражнения, которые метаболизируют гормон стресса адреналин и снижают напряжение в мышцах, а также любая другая деятельность. Это позволяет уменьшить активность центрального ядра миндалевидного тела и увеличить активность латерального ядра, что позволяет выйти из связанной со страхом реакции оцепенения и вызванным ею чувством беспомощности[84].
- В момент возникновения ПА важно не пытаться спастись бегством из пугающей ситуации, поскольку бегство может закрепить в мозгу реакцию избегания подобных ситуаций. Напротив, если заставить себя остаться на месте и попробовать справиться с паникой, то это усилит уверенность в том, что ПА не представляют опасности, и поможет научиться преодолевать их[85].
- Если в момент ПА возникает гипервентиляция, рекомендуется замедлить дыхание или дышать в бумажный пакет, который задерживает (сохраняет) углекислый газ, выходящий при выдохе, благодаря чему увеличивается концентрация углекислого газа во вдыхаемом воздухе. Этот метод очень эффективен для избавления от симптомов ПА, особенно от головокружения[86].
- Диафрагмальное дыхание повышает активность парасимпатической нервной системы и вызывает реакцию расслабления в организме[86].
- Может использоваться так называемый глазосердечный рефлекс: надавливание на глазные яблоки может замедлить частоту сердечных сокращений при тахикардии в момент ПА. Это связано с влиянием стимуляции окологлазных мышц на блуждающий нерв (воздействие на блуждающий нерв уменьшает частоту сердечных сокращений). Для стимуляции окологлазных мышц также может использоваться метод конвергенции глаз (oculocardiac convergence therapy): пациенту предлагают на 2 секунды сфокусировать внимание на небольшом объекте, расположенном на расстоянии 10-15 см от глаз, а затем в течение 2 секунд смотреть на отдалённый объект. Этот цикл повторяют в течение 20-60 секунд. При этом пациент не должен смотреть вниз. Сидячее положение более удобно для пациента. Данный метод также может уменьшить вызванные ПА боль в груди, затруднение дыхания, неприятные ощущения в желудке и «ком» в горле[87].
- Также может быть полезен метод парадоксальной интенции: пациенту рекомендуется, вместо попыток ослабить симптомы ПА, наоборот, попробовать усилить их, желательно используя при этом чувство юмора. Это позволяет пациенту воспринимать своё состояние более спокойно и отстранённо, с позиции нейтрального наблюдателя. Кроме того, он убеждается, что его симптомы не становятся сильнее, наоборот, в большинстве случаев они ослабевают при попытке сознательно усилить их. Благодаря этому исчезает стресс, который поддерживал состояние тревоги, и в результате ПА проходит. Рекомендуется в начале применять метод в момент умеренных ПА, при этом в первую очередь рекомендуется попытаться усилить основной симптом ПА, а затем менее значительные симптомы. По мере освоения метода пациент становится способен применять его и в случае тяжёлых ПА[88].

Движение диафрагмы при дыхании

### Фармакотерапия
Бензодиазепины эффективны для снижения симптомов тревоги, но их применение ограничивается риском немедицинской или неадекватной формой рекуррентного потребления и сильными побочными эффектами, в том числе опасными для жизни. Бензодиазепины более медленного действия, такие как клоназепам, представляют меньший риск злоупотребления и меньший риск усиления симптомов после прекращения действия препарата.
Могут также назначаться небензодиазепиновые анксиолитики (гидроксизин, буспирон).
Антидепрессанты группы селективные ингибиторы обратного захвата серотонина являются медикаментами первого выбора для терапии ПА, равно как и для прочих форм тревожных расстройств. Трициклические антидепрессанты могут быть так же эффективны, как селективные ингибиторы обратного захвата серотонина, но побочные эффекты у некоторых пациентов ограничивают их применение. При использовании антидепрессантов улучшение не является немедленным, оно может наступить не ранее чем через 4 недели после начала приёма. Во избежание риска рецидива, приём этих антидепрессантов должен продолжаться в течение 12 месяцев после возникновения улучшения (для некоторых пациентов требуется ещё более долгое лечение). При отмене антидепрессантов снижение дозы должно быть постепенным. При одновременном применении антидепрессантов и бензодиазепинов симптомы ПА могут быстро исчезнуть, однако в долгосрочной перспективе улучшения не наступает, поскольку бензодиазепины приводят к развитию толерантности. Их рекомендуется употреблять кратковременно, лишь во время приступов.
Антидепрессанты группы селективные ингибиторы обратного захвата серотонина не только снижают тревожность; они также могут улучшать функционирование систем организма, чья работа нарушается в момент ПА:
1. Пароксетин улушает работу органов дыхания, нормализует ритм дыхания, повышает вариабельность сердечного ритма. Сертралин и циталопрам также улучшают работу сердца.
2. Сертралин уменьшает пароксизмальную гипертензию (проблема, часто имеющая место при ПА).
3. Циталопрам уменьшает нарушения со стороны вестибулярного аппарата.
4. Антидепрессанты группы селективные ингибиторы обратного захвата серотонина имеют противовоспалительный эффект; они ингибируют агрегацию тромбоцитов, что оказывает благоприятное воздействие на сердечно-сосудистую систему.
Во многих случаях нет необходимости в назначении лекарств; психотерапия является достаточно эффективным методом лечения ПА. Например, когнитивно-поведенческая терапия излечивает ПА приблизительно у 70 % пациентов. Лекарства назначаются в следующих случаях:
- интенсивный страх или присутствие других психологических проблем не позволяют пациенту сосредоточиться на терапевтическом процессе;
- терапия была проведена, но не дала удовлетворительного результата;
- у пациента нет возможности или желания воспользоваться психотерапией[92].

Применение лекарств параллельно с проведением когнитивно-поведенческой терапии может снизить эффективность терапии:
- приём лекарств не позволяет пациенту испытать страх, поэтому становится невозможным использование терапевтических методов совладания со страхом (например, систематической десенсибилизации);
- медикаметнозное лечение снижает мотивацию пациента использовать упражнения для решения проблемы;
- если пациент, принимающий лекарства, научился справляться со страхом благодаря упражнениям, это научение может оказаться неэффективным в новом контексте, после отмены лекарства («эффект научения, зависящего от состояния» — state-dependent learning, см. Запоминание, зависящее от состояния[англ.]);
- пациент может думать, что снижение страха достигается применением лекарства, а не его собственными усилями. Это мешает приобретению уверенности в своей способности справиться с проблемой[93].

Если в начале психотерапии пациент уже принимает лекарства, то допускается (с разрешения врача) немного снизить дозу лекарства для того, чтобы у пациента могли возникнуть умеренные симптомы паники.

### Альтернативная медицина
На данный момент не существует доказательств эффективности фитотерапии и биологически активных добавок для лечения ПА. Тем не менее в альтернативной медицине применяются следующие препараты:
|                                                 | |
| Растительные препараты                          | Возможные побочные эффекты                                                                         |
| Кава (Píper methýsticum)                        | возможная гепатотоксичность, седация, взаимодействие с цитохромом P450                             |
| Эфирное масло лаванды                           | минимальные                                                                                        |
| Пассифлора (Passiflora incarnata)               | головокружение, седация, артериальная гипотензия                                                   |
| Зверобой продырявленный (Hypericum perforatum)  | действие, сходное с ингибиторами обратного захвата серотонина, взаимодействие с цитохромом P450    |
| Валериана лекарственная (Valeriana officinalis) | головная боль, проблемы пищеварения                                                                |
| Биологически активные добавки                   | Возможные побочные эффекты                                                                         |
| 5-Гидрокситриптофан                             | проблемы пищеварения                                                                               |
| Инозитол                                        | головная боль, тошнота                                                                             |
| Теанин                                          | возможно снижение артериального давления, возможно снижение эффективности стимулирующих препаратов |
| Триптофан                                       | проблемы пищеварения                                                                               |
| S-Аденозилметионин                              | проблемы пищеварения, маниакальный эпизод при биполярном расстройстве                              |
| Витамины группы B                               | минимальные                                                                                        |

Музыкотерапия, ароматерапия, акупунктура и массаж могут быть полезны для снижения общей тревожности, однако не была доказана их эффективность для специфической терапии ПА.

### Использование животных

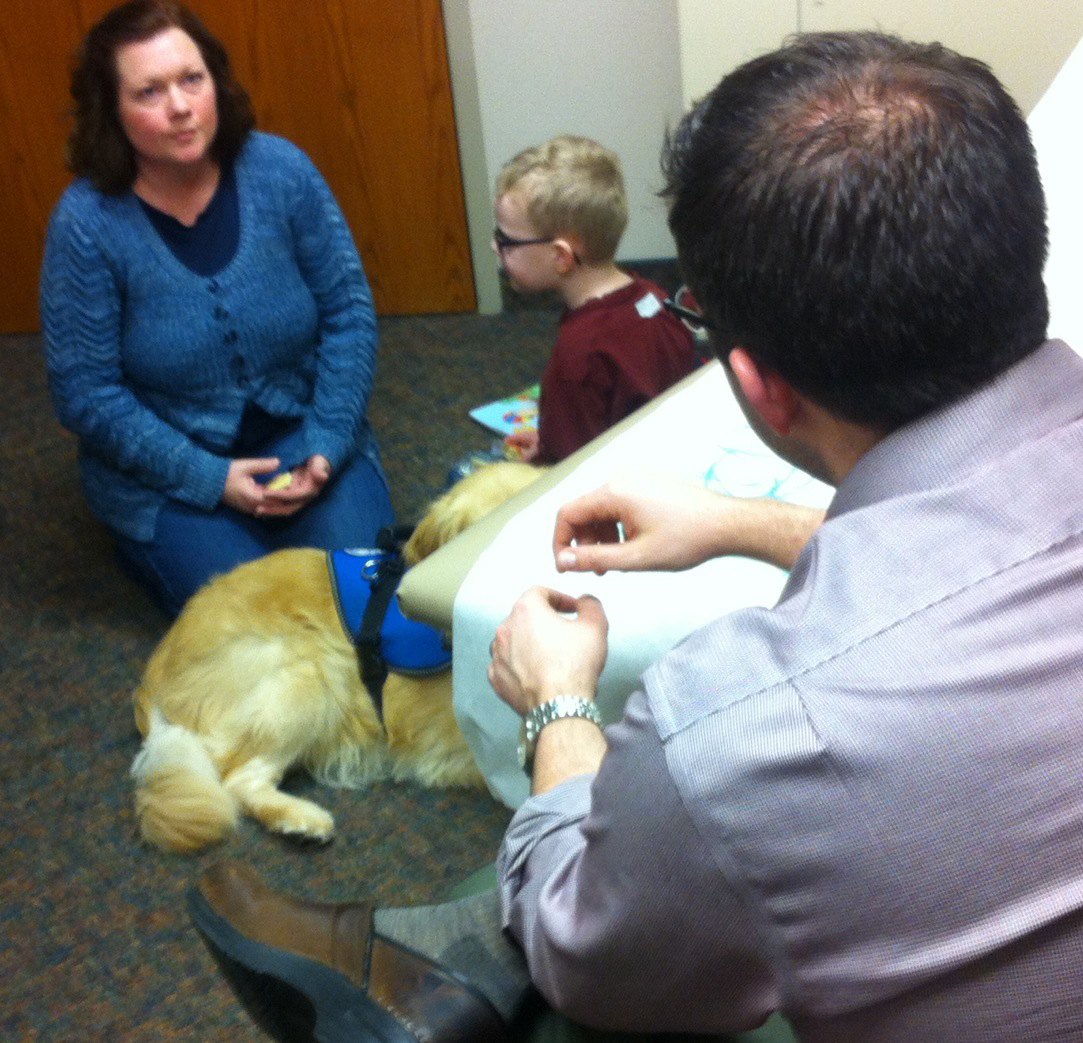
Присутствие животного успокаивает пациента

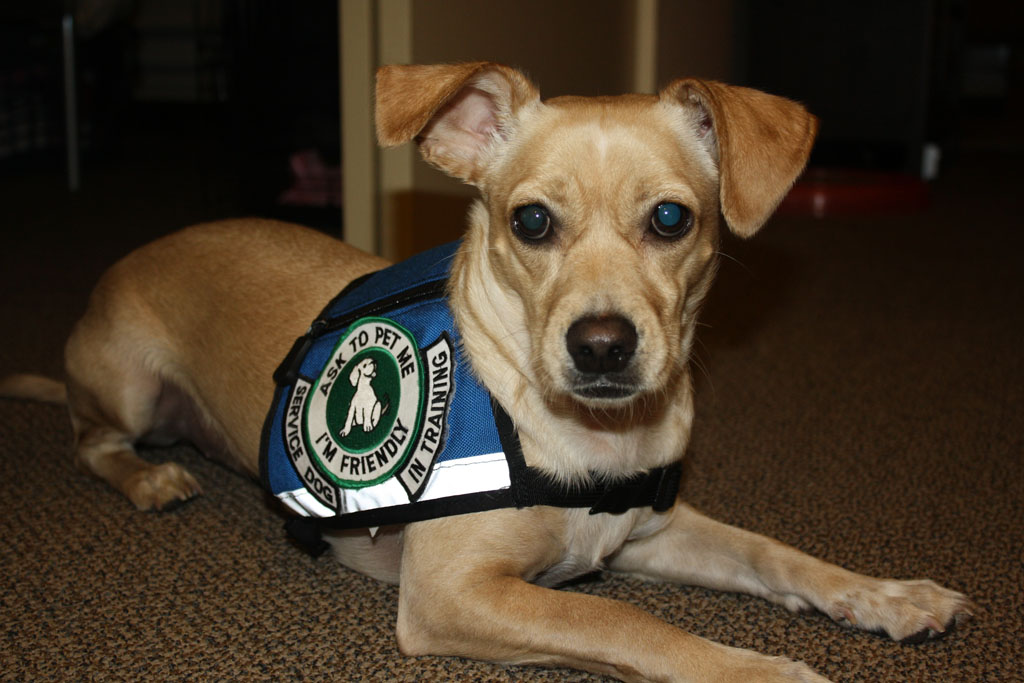
Служебная собака, используемая в психиатрии, в период обучения

Помощь животных может быть эффективной для пациентов, страдающих ПА. Например, могут использоваться:
1. Так называемые «животные для эмоциональной поддержки» (emotional support animal — ESA) — могут использоваться любые домашние животные, они не обязательно проходят специальное обучение. Они могут использоваться как в домашней обстановке, так и во время встреч пациента с терапевтом[95]. Предполагается, что одним из благотворных факторов взаимодействия с животным является выделение в мозге человека нейропептида окситоцина, связанного с чувством привязанности и доверия. Окситоцин, в частности, способствует снижению тревожности и страха[96]. Также повышается уровень серотонина и снижается уровень кортизола, это имеет место при игре с животным, прикосновениям или наблюдением за животным[97]. Повышается уровень бета-эндорфина и дофамина[98].
2. Животные, обученные для зоотерапии.
3. Служебные собаки, прошедшие специальное обучение для того, чтобы уметь оказать помощь хозяину в момент приступа паники[95]. Собаки этого типа[англ.](также называемые Psychiatric service dogs) могут, например:

- обнаружить первые признаки паники у хозяина;
- принести лекарство, воду, мобильный телефон;
- позвать человека, который сможет оказать помощь;
- в момент паники не подпускать к хозяину незнакомых людей;
- успокоить или отвлечь хозяина (например, лизание, прикосновение лапой);
- напомнить хозяину заблаговременно принять лекарство[99]

## Профилактика ПА
В число общепринятых рекомендаций входит идентификация и исключение возможных триггеров (кофеин и прочие психостимуляторы, никотин, определённые продукты питания, стресс), увеличение длительности и качества сна и физическая активность.
При приёме пищи следует избегать переполнения желудка и употребления продуктов питания, вызывающих вздутие живота, поскольку это препятствует свободному движению диафрагмы, что затрудняет дыхание, особенно глубокое дыхание. Может даже возникнуть холецисто-кардиальный синдром, который проявляется нарушением работы сердца, головокружением, затруднённым дыханием и болью в грудине, что может привести к панике и страху смерти.
Тревожность может понизиться благодаря упражнениям длительностью 20 минут 3 раза в неделю, если они обеспечивают увеличение сердечного ритма в зоне 60-90 % от максимального значения. Занятия йогой также могут быть эффективными.. Физическая активность средней или высокой интенсивности увеличивает концентрацию нейротрофического фактора мозга (BDNF), предсердного натрийуретического пептида и серотонина. К тому же спортивные упражнения развивают мышцы диафрагмы, что улучшает дыхательную функцию и препятствует возникновению холецисто-кардиального синдрома. Уже 20 минут физической активности приводят к значительному снижению уровня тревоги. После физической нагрузки мышечное напряжение уменьшается по крайней мере на полтора часа, а ослабление тревоги длится от четырёх до шести часов. При этом быстрее всего снижается тревога у тех, у кого она первоначально была выше. Кроме того, физические упражнения позволяют пациенту привыкнуть к ускоренному сердцебиению и одышке, что позволяет спокойнее относиться к этим ощущениям в момент возникновения ПА (таким образом, физические упражнения могут быть формой терапевтического метода экспозиции). Однако пациенты, страдающие ПА, часто избегают физической активности, поскольку она может усилить пугающие их симптомы, такие как сердцебиение и одышка. По этой причине важной задачей терапии при ПА является увеличение мотивации к физической активности и уменьшение связанных с ней опасений пациента .
Полезно улучшить качество сна, поскольку недостаточный сон чрезмерно активирует симпатическую нервную систему, приводит к состоянию возбуждения и усиливает склонность к тревожности, а также усиливается активизация миндалевидного тела в ответ на негативные образы.
Для уменьшения риска возникновения ПА полезно применять методы для снижения активности симпатической нервной системы и миндалевидного тела и повышения активности парасимпатической нервной системы. Для этого можно ежедневно практиковать методы медитации (особенно техники медитации с концентрацией внимания на дыхании) и релаксации, (например, прогрессивная мышечная релаксация). Наблюдая за тем, какие группы мышц напрягаются в моменты возникновения тревоги, уделяют особое внимание их расслаблению. Для пациентов, способных к образному мышлению, могут быть полезны техники расслабления с помощью визуализации (вообразить себя в приятной и безопасной обстановке). Визуализация снижает активность миндалевидного тела и симпатической нервной системы и позволяет достичь расслабления быстрее, чем при применении других техник релаксации. При этом важно научиться использовать эти методы не только в комфортных условиях (например, в полной тишине или в положении лежа), но и в менее комфортных повседневных ситуациях, иначе они могут оказаться неэффективными в момент возникновения ПА.

## Прогноз
Клинические предикторы затяжного течения:
- коморбидные психические или соматические расстройства;
- злоупотребление психоактивными веществами;
- пролонгированная актуальная стрессовая ситуация в сочетании с низкой фрустрационной толерантностью;
- терапевтическая резистентность.

Психологические предикторы затяжного течения:
- использование вытеснения как психологической защиты;
- интернальность в отношении к болезни;
- более глубокие нарушения нарциссической регуляции, формирующие нестабильность самооценки, высокую уязвимость для критики;
- избирательное внимание к неудачному опыту;
- трудности в построении межличностных отношений, проявляющиеся либо избеганием контактов, либо поиском патерналистских отношений для поддержания позитивной самооценки.

Предикторы волнообразного течения затяжных форм:
- личностные особенности индивида, определяющие его уязвимость для стрессовых воздействий, затрагивающих наиболее значимые отношения личности и имеющих сходный (стереотипный) характер.

Социальные предикторы затяжного течения:
- воспитание матерью-одиночкой;
- развод/расставание родителей;
- дисгармоничные отношения в родительской семье (в связи их с особой значимостью для формирования навыков проблемно-решающего поведения).

Предикторы непрерывного течения затяжных форм:
- преморбидная минимальная церебральная дефицитарность;
- правосторонний тип функциональной межполушарной асимметрии;
- эмоциональное пренебрежение со стороны значимых лиц в родительской семье, что приводит к проблемам в разрешении конфликтов и интеграции нового опыта, невозможности формирования устойчивой самооценки и снижению адаптационного потенциала личности[106].

## ПА у животных

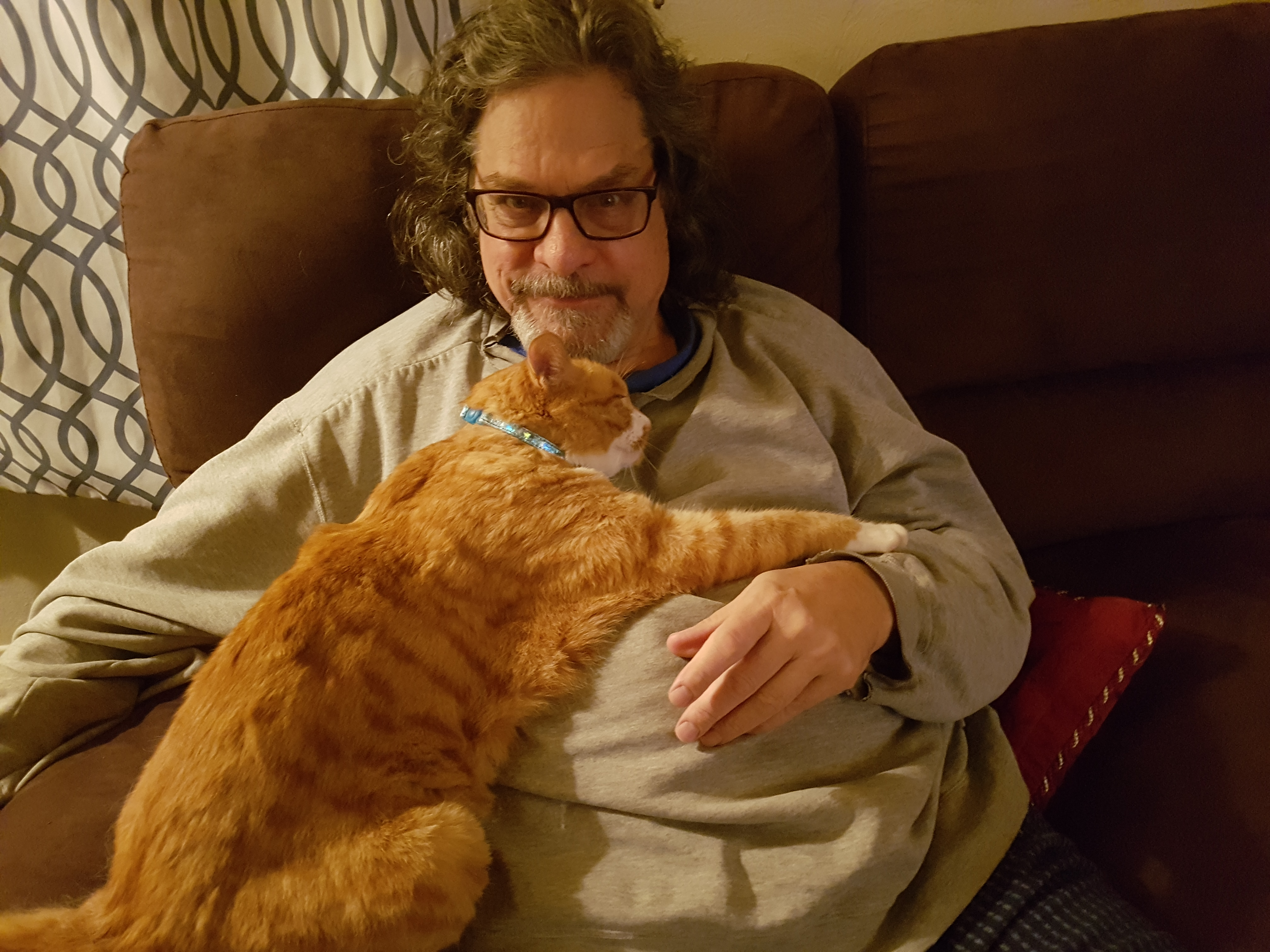
Заботливое отношение уменьшает симптомы тревоги у кота, пережившего психологическую травму

ПА может иметь место и у животных. В частности, приступы паники могут возникнуть после травмирующего события (см. Посттравматическое стрессовое расстройство у животных).
У собак ПА проявляются следующими симптомами: учащенное дыхание, быстрый сердечный ритм, уши отведены назад и поднят хвост, собака прячется или пытается убежать, дрожит, лает больше обычного или воет, чрезмерно облизывает себя или жуёт свою кожу и шерсть, может стать агрессивной или пытаться залезть на хозяина. Может иметь место копание, царапание, мочеиспускание или дефекация в помещении. ПА у собаки, возникающие в отсутствие хозяина, можно опознать по поцарапанной двери или повреждённому забору (собака пыталась убежать).
У собак ПА чаще всего вызывается громкими звуками. Около 25—50 % собак пугаются громких или неожиданных звуков (грома, выстрелов, фейерверков, сирен). У некоторых собак страх может доходить до паники. Эта проблема является одной из наиболее распространённых проблем поведения у собак. Для лечения ПА в связи с громкими звуками у собак FDA одобрило применение препарата Pexion («imepitoin»). Данный препарат рекомендуется давать собаке дважды в день, начиная лечение за 2 дня до события, которое будет сопровождаться громкими звуками. Также могут применяться бензодиазепины (но их применение ограничивается побочными эффектами) и антидепрессанты группы селективные ингибиторы обратного захвата серотонина. Также был создан прототип звуконепроницаемой будки (Noise-Cancelling Dog House) для собак, впадающих в панику от громких звуков (например, фейерверка). Собака также может испытывать ПА, если она осталась в одиночестве, или если она случайно оказалась в замкнутом пространстве, из которого она не может выбраться, во время путешествий (например, в самолёте), или при посещении незнакомых мест. У собаки может возникнуть паника в ситуации, связанной с ожиданием неприятных ощущений. Например, собака может бояться ездить на машине, если на этой машине её возили к ветеринару
Во время ПА страх животного уменьшается, если хозяин спокойно разговаривает с ним и гладит его. Для лечения ПА у собак рекомендуются энергичные упражнения: благодаря им мозг выделяет повышенный уровень серотонина, который действует как успокаивающее средство. Также полезно обеспечить животному безопасное убежище (например, клетку). Рекомендуют поощрять животное отправиться в безопасное место в момент ПА и оставаться с ним, пока оно не успокоится. При этом не следует закрывать дверь клетки. В момент паники можно расчёсывать шерсть собаки или массировать её тело, укутать собаку в тёплое одеяло, дать любимую игрушку. Иногда помогает музыка. Не следует наказывать собаку, переживающую ПА.
У собак ПА может быть вызвано сдавливанием горла ошейником. У собак горло является очень чувствительной частью тела. Если собака тянет за поводок, то воздействие на горло причиняет боль и инстинктивно воспринимается как угроза для жизни; также может нарушиться дыхание. По этой причине рекомендуют применять шлейку вместо ошейника.
Кошки более чувствительны к громким звукам, чем собаки. Кошка может пережить паническую атаку из-за громкой музыки или шума пылесоса. Если собаки обычно любят ездить в машине, то у кошки поездка на машине может вызвать панику. Некоторые кошки боятся высоты, хотя большинство кошек отлично лазают по деревьям. Некоторые кошки впадают в панику при виде насекомых и пауков. Кошка может впасть в панику при встрече с собакой (см. Отношения кошек и собак), поскольку язык тела у этих животных разный. Собака приглашает кошку к игре, громко лая, прыгая вокруг кошки и энергично виляя хвостом, а кошка воспринимает такое поведение как атаку. Только прожив несколько лет вместе, кошка с собакой начинают понимать друг друга правильно. Часто думают, что кошки боятся воды, но на самом деле пребывание в воде просто неприятно для кошки (кошки очень теплолюбивы). Если кошка часто пугается, то на теле могут появиться раны и повреждения от чрезмерного вылизывания. Для кошек характерно подпрыгивание в момент паники. Испуганный кот выгибает тело и поднимает дыбом шерсть, шипит, плюётся, прижимает уши и яростно бьёт хвостом. Сильно испуганный кот опускает хвост и прижимает его к телу, может даже засунуть его между задних лап, прижимает уши и передвигается на полусогнутых лапах. Если кот не может убежать, он ложится на землю, оставляя поднятой голову, и глядит в сторону опасности широко открытыми глазами. При этом он продолжает шипеть и машет передними лапами с выпущенными когтями. Если в этот момент попытаться схватить кота, у него может случиться сердечный приступ.
В случае частых ПА у домашних животных рекомендуется обратиться к ветеринару, поскольку приступы паники могут привести к ослаблению иммунной системы и другим проблемам со здоровьем у животного. Кроме того, паническая атака может быть вызвана другим заболеванием.